# Bartolomeo da Bologna (compositore)
Bartolomeo da Bologna (fl. XIV-XV secolo) è stato un compositore italiano noto anche come Bartholomeus de Bononia, attivo agli inizi del XV secolo nel periodo di transizione fra il medioevo ed il rinascimento.

## Biografia
Si conosce molto poco della sua vita, ma si pensa che fosse originario di Bologna o dei dintorni e sembra abbia trascorso parte della sua vita a Ferrara. Fu monaco benedettino e potrebbe essere stato il priore della chiesa di San Nicolò a Ferrara; sicuramente fu organista lì nel 1407 ed è documentato che lo fu presso la cattedrale della città estense agli inizi del 1427. Sembra anche che fosse impiegato presso la cappella dell'Antipapa Giovanni XXIII a Bologna poiché una delle sue ballate (Arte psalentes) è probabilmente dedicata ai cantori del suo coro.  (Egli è frequentemente citato nei manoscritti con il nome latino di "Bartolomeus de Bononia")

## Musica
Bartolomeo è uno dei pochi compositori di madre lingua italiana dei primi anni del XV secolo i cui lavori sono sopravvissuti con attribuzione affidabile; molti dei musicisti in Italia durante il XV secolo erano stranieri e soltanto più tardi, nel corso del secolo, vi furono molti italiani in aggiunta ai compositori giunti dal nord Europa. 
Soltanto sette brani di Bartolomeo sono giunti ai nostri giorni, tutti a tre voci: due movimenti di messa e cinque canzoni profane, tra cui tre ballate, un rondò e un virelai. Stilisticamente sono tutti legati all'ars subtilior, che fiorì ad Avignone, Bologna e in altre regioni governate dagli antipapa durante lo scisma d'Occidente.
I due movimenti di messa sono tra i primi mai scritti ad utilizzare la tecnica della parodia, vale a dire del materiale a più voci proveniente da un'altra fonte, in questo caso due delle sue canzoni profane, viene riciclato e inserito in un contesto diverso. Che lui e il primo compositore di movimenti parodia Zacara da Teramo, che probabilmente si affiancarono nel servizio nella cappella di Giovanni XXIII di Bologna, abbiano usato questa tecnica non è probabilmente una coincidenza. Eppure, anche se chiaramente Zacara aveva influenza sui compositori più giovani, le tecniche utilizzate da entrambi i musicisti nei loro movimenti parodia sono del tutto diverse - quelle di Zacara sono più libere nell'uso del materiale preso in prestito, mentre Bartolomeo utilizza sezioni contigue della sua musica profana nella composizione di nuove melodie.

## Opere
Tutte le opere di Bartolomeo sono edite in Gilbert Reaney, Early Fifteenth-Century Music volume 5 (1975).

### Sacra
1. Gloria (movimento di messa, basato sulla sua ballata Vince con lena)
2. Credo (movimento di messa, basato sulla sua ballata Morir desio)

### Profana
1. Vince con lena ballata
2. Morir desio (ballata)
3. Arte psalentes (ballata)
4. Mersi chiamando rondò
5. Que pena maior virelai